# Arco (Renfe)
Arco fue la marca de un servicio ferroviario de pasajeros de la compañía pública española Renfe, así como el nombre de una serie de coches de pasajeros que formaron la serie 2000 de Renfe.
El servicio Arco original consistía en relaciones ferroviarias interurbanas de larga distancia, nacionales transregionales, si bien efectuaba parada en algunas poblaciones menores destacadas, además de las capitales de provincia, de manera similar al vigente y renovado Intercity de Renfe (realizado con otro material rodante), pudiéndose considerar un híbrido entre un servicio expreso y uno regional. A diferencia de otros servicios de la compañía como el Talgo o el Altaria, los Arco no realizaban recorridos por líneas de la red ferroviaria radial española (que tiene Madrid como eje). De esa manera, el Arco constituía un servicio de larga distancia secundario, de gama media y, como tal, disponía de dos clases para viajeros y distintas comodidades a bordo, como un coche-cafetería.
Por su parte, los coches de la serie destinada a los servicios Arco, con los que comparten denominación, se fabricaron a partir de una profunda transformación realizada a los coches B11x-10200 (Serie 10000 de segunda clase) de RENFE, a partir de 1999, dotándolos de nuevos bojes aptos para 200 km/h. En esencia, son una versión mejorada de los trenes empleados otrora en el servicio Diurno de la compañía.
Tras la paulatina retirada de las relaciones ferroviarias cubiertas por Renfe mediante servicios Arco, y su sustitución por otras ofertas de la compañía (Alaris, Alvia, etc.) entre 2008 y 2012, los coches de la serie continuaron siendo utilizados durante años para otros servicios de pasajeros, como el mencionado Intercity. Fueron empleados por última vez en servicio comercial el 1 de marzo de 2020, cuando fueron retirados por contener amianto en algunas de sus partes. La última relación cubierta mediante coches de esta serie fue el Intercity entre Galicia y el País Vasco, heredero del veterano Arco Camino de Santiago. Con ello, los de la serie Arco fueron los últimos coches de pasajeros convencionales en circulación regular en España.
En 2020 se vendieron todos los coches a la portuguesa Comboios de Portugal.

## Historia
El proyecto Arco fue lanzado por Renfe en el año 1999, cuando decidió crear un servicio de Larga Distancia entre Portbou, Barcelona, Valencia, Alicante y Murcia, para complementar a trenes Talgo y Euromed haciendo más paradas intermedias.
Para ello, Renfe cogió 41 coches B11x-10200 (pertenecientes a la Serie 10000) y en sus instalaciones de Los Prados (Málaga) se llevó a cabo su reforma, que consistió en una total renovación del interior, carenado lateral de los elementos bajo el bastidor y la modificación del bogie GC-3 A de CAF, con la instalación de un antilazo, pasando a denominarseGC-3 D permitiendo alcanzar los 200 km/h con un alto grado de confort para el viajero. Nace así la Serie 2000.
Aparte del Arco Portbou-Alicante mencionado anteriormente, se crea en enero de 2002 el servicio Arco García Lorca, que sustituye al antiguo Diurno del mismo nombre; el nombre se cambia de "Diurno" a "Arco" ya que en vez de usarse coches Serie 9000/16000 se usarán los renovados Serie 2000, más modernos y con mayor velocidad máxima. El principal inconveniente viene cuando se producen problemas de frenado en el tren a grandes velocidades cuando la composición supera los tres coches de longitud. Estos problemas no son solucionados y el Arco García Lorca es limitado a 160 km/h, igual que el anterior «Diurno». Contaba con Autoexpreso del anterior Diurno desde septiembre de 2000 cuando hubo cambio de material en enero de 2002, pero el servicio fue suprimido en 2005, a causa de las obras de la estación de Barcelona Sants para la llegada del AVE en 2008. Fue el único Arco que contiene Autoexpreso en toda la red.
A partir de mayo de 2008, el «Diurno» La Coruña/Vigo - Irún/Bilbao es sustituido por el Arco Camino de Santiago, que hace el mismo recorrido pero con coches de la Serie 2000.
En algunas ocasiones se han completado los trenes Arco con coches de la serie 9000, de inferior calidad.
El 29 de marzo de 2020 se realizó el último recorrido íntegro entre La Coruña y Vigo destino Hendaya y Bilbao, aunque siguió circulando un par de días más entre Orense y el País Vasco. Tras este fin de semana, los coches Arco fueron relevados del servicio comercial , siendo sustituidos por una composición talgo en la última relación comercial que cubrían, Galicia - País Vasco. Renfe alegó que era preciso una retirada de servicio de urgencia debido a que detectaron amianto casi 20 años después de haberlos puesto en servicio. Lejos de la versión oficial, la realidad es la compañía portuguesa Comboios de Portugal estaba en conversaciones con renfe para poder adquirir todo el material arco por la suma de 1,5 millones de euros. Los coches Arco ya se encuentran en Portugal preparándose para una reforma para que Comboios de Portugal los ponga en servicio en la Línea del Miño O Porto - Valença y quizás para cubrir el tren internacional O Porto - Vigo. En 2023, fueron puestas en servicio de CP de Portugal.

## Recorridos
Los trenes Arco comenzaron a circular en el Corredor Mediterráneo, donde permanecieron hasta el 2 de marzo de 2008. También hubo un servicio de tren Arco entre Cerbère (estación fronteriza de Francia paralela a Portbou) y Valencia. Existió hasta septiembre de 2011 el servicio Arco García Lorca que unía Cataluña con Andalucía y Extremadura. Adicionalmente, y debido a la disponibilidad de coches Arco excedentarios desde que fueran sustituidos por trenes Alaris en las ramas del Arco García Lorca Barcelona-Sevilla y Barcelona-Málaga, algunos de éstos se encuentran circulando actualmente en el Tren Estrella Costa Brava sustituyendo a su vez a otros coches convencionales.
Tras el cambio de denominación del Arco Camino de Santiago por Intercity, desde el 1 de marzo de 2020 ya no circula ningún servicio Arco.

#### ArcoCamino de Santiago
El  Diurno Camino de Santiago, era un tren de circulación diaria que conectaba Galicia con el País Vasco; pero el 5 de mayo de 2008, Renfe decidió que dicho tren empezara a utilizar los coches de viajeros Serie 2000, en sustitución de los antiguos Serie 9000. Este hecho ocasionó que el servicio comenzara a llamarse «Arco», en lugar de «Diurno», aunque se conservaba el mismo nombre de «Camino de Santiago», pues el trayecto seguía siendo idéntico. Se seguía uniendo Galicia con el País Vasco de la siguiente manera: Parte del tren salía de La Coruña y la otra parte de Vigo-Guixar; ambas ramas se unían en Orense y viajaban juntas hasta Miranda de Ebro, donde volvían a separarse y tomaban direcciones distintas; hacia Irún y Hendaya la rama procedente de La Coruña, y hacia Bilbao la rama procedente de Vigo. De esta manera solo se conectaba La Coruña con Irún, y Vigo con Bilbao. En sentido opuesto, el recorrido era el mismo pero a la inversa, exceptuando que la rama de Irún y Hendaya efectuaba salida desde Irún, y no desde Hendaya.
El 17 de junio de 2012, con el cambio de horarios de verano, el Arco Camino de Santiago es uno de los afectados, y Renfe realiza una gran modificación en el recorrido. A partir de entonces se permite la posibilidad de conectar directamente La Coruña con Bilbao (Actualmente con transbordo), y la de unir Vigo con Irún y Hendaya, además de mantener las antiguas conexiones La Coruña - Irún y Hendaya, y Vigo - Bilbao. En definitiva, se puede realizar viaje directo entre las cuatro ciudades entre sí. Adicionalmente, se incluye Lugo(En la actualidad solo pasa por Santiago de Compostela) en el recorrido, permitiendo su conexión con Irún y Hendaya. 
El recorrido más reciente que hizo se realizó de la siguiente manera: Sale de La Coruña una rama del tren, vía Santiago de Compostela, con destino Hendaya compuesto por un coche Turista B10T-2200 de 80 plazas y un BR3T-2800 Turista/Cafetería de 24 Plazas arrastrados por una 334  ; mientras tanto sale  desde Vigo-Guixar un coche Turista B10T-2200 arrastrado por una 252 hacia Bilbao. En Orense se unen la rama que salió de Vigo-Guixar, y la procedente de La Coruña y Santiago; viajan juntas hasta Monforte de Lemos, donde invierte la marcha. Todas las ramas viajan formando un único tren desde Orense hasta Miranda de Ebro, donde se dividen en dos; una con destino Irún y Hendaya, (formada los coches procedentes de La Coruña y Santiago de Compostela); y otra que toma destino Bilbao, y está compuesta por el único coche procedente de Vigo-Guixar. En sentido opuesto, el recorrido es el mismo pero a la inversa, exceptuando que la rama de Irún y Hendaya efectúa salida desde Irún, y no desde Hendaya.
Este servicio ha cambiado de nombre a Intercity a raíz del mal funcionamiento del audio y el video del tren, y en 2016 se suprimió la clase preferente, así como el coche turista entre Vigo y Hendaya, aunque se siguió prestando con coches 2000 hasta el 1 de marzo de 2020.
A partir de entonces, el servicio Intercity se prestaba con una rama Talgo IV entre La Coruña y Hendaya, con enlaces en Orense y Miranda de Ebro para los viajeros procedentes o con destino Vigo-Guixar y Bilbao Abando. Dicho cambio estuvo motivado por encontrar elementos con amianto en los armarios eléctricos de los coches de la serie 2000 durante una revisión en los talleres de Málaga y por el interés de Comboios de Portugal de adquirir esta serie de coches convencionales, además del mal estado en el que se encontraban los coches de la serie arco que proporcionaban un servicio deficiente con continuas incidencias y muy por debajo de los estándares de calidad de renfe. Con la puesta en servicio del Talgo IV se recuperó la clase preferente y los servicios de audio y video, poniendo punto final al último tren con coches de viajeros convencionales que circula en España. Aunque la rama Talgo fue suprimida de este trayecto dos semanas después por la pandemia, y el servicio actual entre Galicia y País Vasco no es directo, sino mediante el Alvia Galicia-Barcelona con enlaces en Miranda de Ebro para viajeros destino Bilbao, y Vitoria para viajeros con destino Irún.

#### Arco La Coruña-Monforte de Lemos
En 2008, se suspende el servicio ferroviario directo de día entre La Coruña y Barcelona. A cambio, se establece una relación Arco entre La Coruña y Monforte de Lemos, para que dicho recorrido se pudiera realizar mediante transbordo garantizado en esta localidad al Alvia Barcelona - Vigo. Este tren estaba formado por una locomotora Serie 319 o 334, y un coche de viajeros Serie 10000, al cual transbordaban los ocupantes del Alvia que iban a La Coruña.
Con la entrada en circulación de la línea de alta velocidad de Galicia entre Orense y La Coruña, permitiendo la llegada a la estación de La Coruña de trenes eléctricos, se retoma de nuevo el servicio directo entre La Coruña y Barcelona, vendido como Alvia. Debido a esto, el Arco es suprimido, pero el enlace garantizado se mantiene, ya que se puede transbordar en Monforte de Lemos desde el Alvia Barcelona - Vigo a un Media Distancia con destino La Coruña con un único billete. Como el citado Alvia  no circula los domingos, a cambio se ofrece un segundo enlace garantizado en Orense, utilizando el Avant La Coruña - Orense, que se puso en marcha con la inauguración de la Línea de Alta Velocidad entre ambas ciudades.
Regresó en verano 2013 como refuerzo del TH Rosalía de Castro, entre Monforte y La Coruña, acoplado a la rama La Coruña del TH Galicia. Se usaba como transbordo a la rama Barcelona - Monforte que iba acoplado a la rama Barcelona - La Coruña vía Santiago (entre Barcelona y Monforte).
| Origen    | Paradas Intermedias                                  | Destino           |
| --------- | ---------------------------------------------------- | ----------------- |
| La Coruña | Betanzos-Infesta · Curtis · Guitiriz · Lugo · Sarria | Monforte de Lemos |

#### ArcoGarcía Lorca
En origen, el Arco García Lorca era un único tren formado por varias ramas que se acoplaban y desacoplaban en diferentes estaciones a lo largo del recorrido. Contaba con Autoexpreso que fue suprimido en 2005 por las obras en Barcelona Sants. Desde agosto de 2011 el tren García Lorca fue dividido de modo que sólo disponía de dos ramas: una Barcelona-Málaga y una Barcelona-Sevilla, cuyos coches se acoplaban en Córdoba. Desde entonces las ramas de Badajoz, Granada y Almería eran trenes Arco independientes que tenían transbordo garantizado a la composición principal.
El 11 de septiembre de 2011, los trenes Arco de las dos ramas Barcelona-Málaga y Barcelona-Sevilla fueron reemplazados por dos composiciones de la serie 490 de Renfe en servicio Alaris hasta el abril de 2013, fueron sustituidos por Talgo de la Serie 6, que también circulan acopladas a partir de Córdoba. Se ahorra algo más de una hora en ambos trayectos con el cambio ya que estas composiciones sí llegan a los 200 km/h, mientras que los coches Arco sólo alcanzaban esta velocidad con composiciones más cortas de las utilizadas en el García Lorca; los precios subieron ligeramente con respecto a las tarifas aplicadas en los trenes Arco. A cambio, la cantidad de plazas a la venta disminuyó, se pasó de una oferta de 620 plazas a una de 320, a pesar de la buena ocupación del servicio.
La rama de Granada y Almería circulaba alternativamente, saliendo por la mañana de una ciudad en dirección Linares-Baeza y regresando por la tarde a la ciudad contraria. Los martes no circulaba. En el cambio de horarios del 11 de diciembre de 2011 fueron sustituidos por trenes de Media Distancia en el mismo recorrido.
Actualmente la rama Arco no cubre este servicio, lo hace su sustituto: el automotor Alaris, de Alstom, luego en 2013 el Talgo Torre del Oro, y actualmente desde 2021 el Intercity (Barcelona - Cádiz).
| Origen                                                       | Paradas Intermedias | Paradas Intermedias | Destino |
| ------------------------------------------------------------ | --- | --- | ------- |
| Barcelona-Sants                                              | San Vicente de Calders (sólo sentido Barcelona) · Tarragona · Salou · La Aldea-Amposta-Tortosa · Vinaroz · Benicarló-Peñíscola · Castellón de la Plana · Valencia-Norte · Játiva · Albacete · Villarrobledo · Socuéllamos · Alcázar de San Juan · Manzanares · Valdepeñas · Vilches · Linares-Baeza · Espeluy · Andújar · Córdoba | | Sevilla |
| Barcelona-Sants                                              | San Vicente de Calders (sólo sentido Barcelona) · Tarragona · Salou · La Aldea-Amposta-Tortosa · Vinaroz · Benicarló-Peñíscola · Castellón de la Plana · Valencia-Norte · Játiva · Albacete · Villarrobledo · Socuéllamos · Alcázar de San Juan · Manzanares · Valdepeñas · Vilches · Linares-Baeza · Espeluy · Andújar · Córdoba | Montilla · Puente Genil · Bobadilla | Málaga  |
| Alcázar de San Juan1                                         | Manzanares · Daimiel · Almagro · Ciudad Real-Central · Puertollano · Almadenejos-Almadén · Cabeza del Buey · Castuera · Campanario · Villanueva de La Serena · Don Benito · Guarena · Mérida · Montijo | Manzanares · Daimiel · Almagro · Ciudad Real-Central · Puertollano · Almadenejos-Almadén · Cabeza del Buey · Castuera · Campanario · Villanueva de La Serena · Don Benito · Guarena · Mérida · Montijo | Badajoz |
| Linares-Baeza1                                               | Jódar-Úbeda · Cabra del Santo Cristo · Moreda · Iznalloz | Jódar-Úbeda · Cabra del Santo Cristo · Moreda · Iznalloz | Granada |
| Linares-Baeza1                                               | Jódar-Úbeda · Cabra del Santo Cristo · Moreda · Guadix · Fiñana · Gádor | Jódar-Úbeda · Cabra del Santo Cristo · Moreda · Guadix · Fiñana · Gádor | Almería |
| 1. Enlace garantizado con el Alaris Sevilla/Málaga-Barcelona | | |         |

#### Arco Portbou - Murcia
Fue el primer servicio Arco creado, y unía Portbou con Barcelona, Valencia, Alicante y Murcia, a través del Corredor Mediterráneo. Circuló desde el año 1999 hasta el 2008, cuando fue sustituido por una unidad Serie 490 en servicio Alaris que ya solo unía Barcelona con Alicante, sin llegar a Portbou y Murcia (Barcelona-Portbou por razones desconocidas, y Alicante-Murcia al no contar con un tramo electrificado). La composición de este Arco era fija de tres coches: uno de clase Preferente, uno de clase Turista, y en el centro de la composición un coche mixto Cafetería/Turista; eran arrastrados siempre por locomotoras Serie 252. A esta composición sí se le permitía alcanzar los 200 km/h ya que la formaban solo tres coches.